# Les Angles, Hautes-Pyrénées
Les Angles är en kommun i departementet Hautes-Pyrénées i regionen Occitanien i sydvästra Frankrike. Kommunen ligger i kantonen Lourdes-Est som tillhör arrondissementet Argelès-Gazost. År 2022 hade Les Angles 131 invånare.

## Befolkningsutveckling
Antalet invånare i kommunen Les Angles
| Referens: INSEE |